# Jane Adams (attrice 1965)
Jane Adams (Washington, 1º aprile 1965) è un'attrice statunitense.

## Biografia
Nata a Washington, Jane Adams si è laureata in scienza politiche alla Università di Washington e al Cornish College of the Arts, dove si interessa di teatro. Nel 1989 si diploma alla Juilliard School con lode. 

### Carriera
La Adams inizia a recitare al Seattle Repertory Theatre, vincendo un Tony Award come migliore attrice protagonista in An Inspector Calls, oltre a vincere l'Outer Critics Circle Award per la migliore attrice in I Hate Hamlet. Nel 1998 recita nel film Happiness - Felicità insieme a Philip Seymour Hoffman, film pluripremiato dalla critica. L'anno successivo è nel cast fisso della sit-com di successo Frasier, nel ruolo del medico chirurgo Mel Karnofsky, e seconda moglie di Niles, fino al 2000. Recita nel film indipendente Songcatcher, insieme a Janet McTeer, vincendo lo Special Jury Prize al Sundance Film Festival. A partire da giugno 2009, fa parte del cast della serie televisiva della HBO Hung e dal 2016 al 2019 recita nella serie antologica Netflix, Easy.

## Filmografia

### Cinema
- Vital Signs: Un anno, una vita (Vital Signs), regia di Marisa Silver (1990)
- Lo spacciatore (Light Sleeper), regia di Paul Schrader (1992)
- Inviati molto speciali (I Love Trouble), regia di Charles Shyer (1994)
- Mrs. Parker e il circolo vizioso (Mrs. Parker and the Vicious Circle), regia di Alan Rudolph (1994)
- Il padre della sposa 2 (Father of the Bride Part II), regia di Charles Shyer (1995)
- Kansas City, regia di Robert Altman (1996)
- Happiness - Felicità (Happiness), regia di Todd Solondz (1998)
- Musica da un'altra stanza (Music from Another Room), regia di Charlie Peters (1998)
- C'è posta per te (You've Got Mail), regia di Nora Ephron (1998)
- Mumford, regia di Lawrence Kasdan (1999)
- Songcatcher, regia di Maggie Greenwald (2000)
- Wonder Boys, regia di Curtis Hanson (2000)
- Anniversary Party (The Anniversary Party), regia di Alan Cumming e Jennifer Jason Leigh (2001)
- Orange County, regia di Jake Kasdan (2002)
- Se mi lasci ti cancello (Eternal Sunshine of the Spotless Mind), regia di Michel Gondry (2004)
- Lemony Snicket - Una serie di sfortunati eventi (Lemony Snicket's A Series of Unfortunate Events), regia di Brad Silberling (2004)
- L'ultima vacanza (Last Holiday, regia di Wayne Wang (2006)
- Little Children, regia di Todd Field (2006)
- The Sensation of Sight, regia di Aaron J. Wiederspahn (2006)
- Il buio nell'anima (The Brave One), regia di Neil Jordan (2007)
- Fa' la cosa sbagliata (The Wackness), regia di Jonathan Levine (2008)
- Alexander the Last, regia di Joe Swanberg (2009)
- Calvin Marshall, regia di Gary Lundgren (2009)
- The Lie, regia di Joshua Leonard (2011)
- Silver Bullets, regia di Joe Swanberg (2011)
- L'amore che resta (Restless), regia di Gus Van Sant (2011)
- Un tranquillo weekend di mistero (Digging for Fire), regia di Joe Swanberg (2015)
- Poltergeist, regia di Gil Kenan (2015)
- Brigsby Bear, regia di Dave McCary (2017)
- Io e Lulù (Dog), regia di Channing Tatum e Reid Carolin (2022)

### Televisione
- Un salto nel buio (Tales from the Darkside) - serie TV, episodio 3x10 (1986)
- Casa Keaton (Family Ties) - serie TV, episodi 6x03-7x19-7x20 (1987-1989)
- Relativity - serie TV, 7 episodi (1997)
- Liberty! The American Revolution - serie TV, 6 episodi (1997)
- Frasier - serie TV, 11 episodi (1999-2000)
- Dr. House - Medical Division - serie TV, 4 episodi (2004-2005)
- Jesse Stone - serie TV (2005)
- Hung - Ragazzo squillo (Hung) - serie TV, 30 episodi (2009-2011)
- Law & Order - Unità vittime speciali (Law & Order: Special Victims Unit) – serie TV  episodio 13x21 (2013)
- Easy - serie TV (2016)
- Twin Peaks – serie TV (2017)
- Sneaky Pete - serie TV, 8 episodi (2018-2019)
- Messiah – serie TV (2020)
- Hacks – serie TV, 3 episodi (2021)
- The Idol – serie TV, 5 episodi (2023)

## Doppiatrici italiane
Nelle versioni in italiano delle opere in cui ha recitato, Jane Adams è stata doppiata da:
- Anna Cesareni in Musica da un'altra stanza, Hung - Ragazzo squillo, Twin Peaks, Good American Family
- Tiziana Avarista in Se mi lasci ti cancello, Law & Order - Unità vittime speciali, Io e Lulù
- Paola Valentini in Relativity, Happiness - Felicità
- Giovanna Martinuzzi in Poltergeist, Orange County
- Rossella Acerbo in CSI - Scena del crimine, Jesse Stone
- Angela Brusa in Law & Order - Criminal Intent
- Daniela Debolini in Frasier
- Monica Ward ne Lo spacciatore
- Eleonora De Angelis in L'amore che resta
- Federica De Bortoli in Fa la cosa sbagliata
- Daniela Calò in Little Children
- Daniela Abbruzzese in Easy
- Gabriella Borri in Anniversary Party
- Antonella Rinaldi in Wonder Boys
- Claudia Balboni in Kansas City
- Cinzia De Carolis in Il padre della sposa 2
- Roberta Greganti in Sneaky Pete
- Valeria Perilli in The Idol